# De sachsiske visitationsartikler fra 1592
De sachsiske visitationsartikler fra 1592 er et tillæg til Konkordiebogen fra 1577/1580. Heri beskrives den lutherske lære om nadveren, Kristi person (se kristologi), dåben og Guds nådevalg og forudbestemmelsen (se prædestination), mens den calvinske lære om samme emner afvises. 
De sachsiske visitationsartikler skal ikke forveksles med Martin Luthers og Philipp Melanchthons Sachsiske Visitationsbog fra 1528.